# 米迪亞特

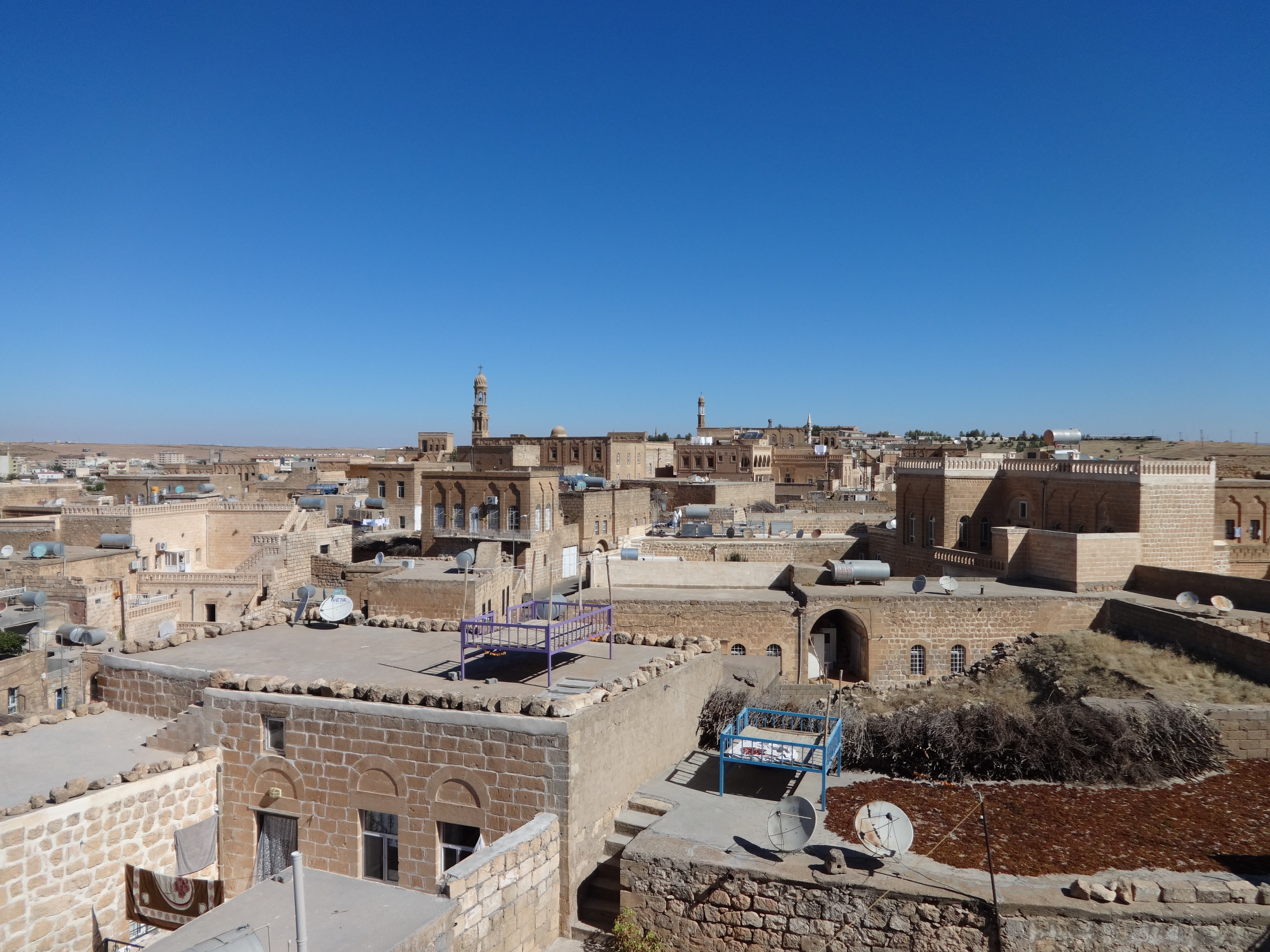
米迪亞特

米迪亞特是土耳其的城鎮，由馬爾丁省負責管轄，位於該國東南部，面積1,054平方公里，海拔高度約100米，鎮上荒廢的基督教教堂得以保存，2010年人口55,615。
37°25′00″N 41°22′11″E / 37.41667°N 41.36972°E